# Украинская демократическая партия
Украинская демократическая партия (УДП) — создана в 1904 г. в Киеве из членов Общей Украинской Беспартийной Демократической Организации (ОУБДО).

## История
УДП появилась как результат идейно-организационной трансформации первого политического объединения умеренной украинской интеллигенции — Всеукраинской общей организации (ВУОО, известны и другие варианты её названия), созданной в 1897 году, организации пусть и нелегальной, но достаточно далекой от политической борьбы, с неясными целями и с деятельностью, ограниченной исключительно культурными начинаниями.
Осенью 1904 года очередной съезд переименовал ВУОО в украинскую демократическую партию и утвердил её платформу, которая была опубликована во Львове.
Программа УДП предусматривала отмену абсолютизма в России и введения конституционного строя (под влиянием «кадетов»), автономию Украины с украинским краевым сеймом, внедрение украинского языка в школах, судопроизводстве, административной деятельности. Среди лидеров УДП были Е. Х. Чикаленко, А. И. Лотоцкий, В. Чеховский.
Изначально УДП была организационно слабой. Ситуация усугубилась попыткой партийной «молодёжи» народнического направления, главным образом киевлян (Б. Д. Гринченко, С. А. Ефремов, М. Левицкий, О. Юркевич и др.) создать отдельное политическое объединение с радикальной платформой. Раскол и отделение Украинской радикальной партии затормозили процесс строительства УДП.
В начале существования УДП бесспорным является существование её ячеек только в трех городах Левобережья — Полтаве, Чернигове и Лубнах.
Полтавская организация оставалась одной из самых деятельных в партии. Её лидерами были М. Дмитриев, Г. Ротмистрова и Л. Жебунев. Заметную роль играли также Л. Падалка, И. Панченко, П. И. Чижевский, Панас Мирный и другие. В течение 1905 и в начале 1906 г. состав общины расширился за счет Г. А. Коваленко и Олёны Пчелки, которые переехали в Полтаву, а также В. Кошевого и А. Кучерявенко, перешедших из Товарищества украинских прогрессистов (ТУП). О роли местной общины свидетельствует тот факт, что по крайней мере два партийных съезда — летом 1905 и 1906 г. — были проведены в Полтаве. На последнем был выбран Совет УДРП с центром в Полтаве.
В годы революции 1905 года Черниговская организация понесла потери. Город оставили Г. Коваленко, А. Шелухин, Лихнякевич. Часть членов ячейки, оставаясь в Чернигове, отошла от участия в партийной жизни. Кроме признанного лидера И. Л. Шрага, в то время особенно заметным был М. М. Коцюбинский. Эпизодически принимал участие в работе организации один из руководителей УДП А. Русов. Количество членов Черниговской организация была примерно такое же, как и в Полтавской. Реальная численность общины была выше, но, наверное, не выходила за пределы трех-четырех десятков. Так, приветственный адрес общества к Финскому сейму в январе 1905 г. подписали 39 человек. На учредительном собрании Черниговской «Просвиты» (декабрь 1906 г.) присутствовали 50 человек, но среди них были и непартийные.
В 1905 г. возникла организация УДП во главе с комитетом и в Харькове. Кроме Н. Ф. Сумцова, к организации в университете могли принадлежать Д. Ткаченко, А. Зайкевич, Н. Д. Пильчиков, возможно и Д. И. Багалей. В конце 1906 г. в состав Харьковского комитета, очевидно, вошел известный деятель УДРП К. А. Мациевич, который переехал в этот город.
В уездных городах Левобережья сохранилась и действовала как партийная организация Лубенская ячейка. Её численность и состав в годы революции неизвестны. Неизменным руководителем оставался В. М. Шемет, который одновременно принадлежал и к Украинской народной партии.
Организация или группа УДП действовала в течение определенного времени в Миргородском уезде. Здесь работали члены партии В. Самойленко, С. Пасичниченко, М. Кочура, В. Янкевич, а также близкие к ней А. Шумейко, М. Шульга, М. Бакало и другие, которых партийный орган «Родной край» называл беспартийными украинскими прогрессистами, приверженными УДРП или левее кадетов. Активная деятельность партии фиксировалась полицией в селах уезда, особенно в Яреськах (здесь была дача М. Дмитриева, где он и погиб в 1908 г.) и Шишаках.
В Прилуках заметную роль в общественной жизни играли члены УДП Ф. Назария (отец известного деятеля ТУП-УСДРП А. Назариива) и Титаренко. В селе Переволочная проживала семья Зленко, которая была замечена полицией в хранении и распространении литературы УДП. По крайней мере один из них — К. Зленко — принадлежал к партии, был активным корреспондентом её периодики.
В ряде уездов Полтавщины действовали одиночные члены партии. Это Н. C. Онацкий — в Гадячском (с. Борки), Чернуха — в Зиньковском, А. Геращенко — в Полтавском (с. Мачехи), П. Оправхата — в Пирятинском (с. Кононовка). В собственных имениях на Левобережье вели партийную работу Чикаленко (в Кононовке Пирятинского уезда), А. Русов (в Олешне Городищенского уезда Черниговщины).
«Следы» деятельности УДП (агитация, литература, участие в выборах в Думу), которые указывают на присутствие членов партии, обнаруживаются также в Золотоношском, Роменском, Кременчугском уездах Полтавщины.
В целом на Левобережье партия была более или менее широко представлена хотя бы на уровне небольших групп или отдельных деятелей только в Полтавской губернии (по крайней мере в 10 уездах из 15), на Черниговщине её деятельность ограничивалась несколькими населенными пунктами в 3-4-х уездах из 15, а на Харьковщине — только губернским городом.
Оживление организационной деятельности приходится на осень 1905. Оно совпало со слиянием УДП и Украинской радикальной партии в единую партию, что само по себе вызвало усиление внимания к партийному строительству. Стимулирующими факторами были также провозглашены Манифестом 17 октября политические свободы, интенсивный рост других партий. Объединительный съезд состоялся в ноябре 1905 Лубенский «Хлебороб» 28 ноября опубликовал заметку «Съезд Украинской радикально-демократической партии», где сообщил о его решении объединить УДП и УРП и поздравил «соединенную партию (демократически радикальную)».
Фактически сразу после основания УДРП стала действовать открыто, полулегально (поскольку официально она не была зарегистрирована, а значит, и не легализована). Вопрос о легализации партии рассматривался на съезде 17-18 апреля 1906 г. Констатировав, что «предыдущая организация украинских общин, приспособленная к временам неволи, не отвечает потребностям времени, останавливает развитие и деятельность партии», его делегаты поставили задачу достичь, чтобы партия «везде, где есть её члены, действовала легально».
В то время существовала своеобразная практика двойного членства, когда немало деятелей УДРП, причем, как правило, ведущих, принадлежали к другим партиям: всего конституционно-демократической (И. Шраг, Н. Онацкий, П. Чижевский, Н. Сумцов и другие), а также УНП (В. и Н. Шеметы), возможно, и УСДРП (М. Вороной, сотрудничал и М. Коцюбинский). Это явление приобрело угрожающий характер, в результате чего в утвержденной в октябре 1906 очередной редакции устава УДРП был включен пункт о недопустимости членства в других партиях.
В работе партийного съезда в октябре 1906 приняли участие представители губернских комитетов из Киева, Полтавы, Чернигова, Харькова, Одессы, Екатеринослава, Екатеринодара и Петербурга, а также, как указано в газетной информации, «некоторых уездных городов». Это свидетельствует и о малочисленности уездных центров, и о неопределенности их статуса.